# Fabók Endre
Fabók  Endre (Budapest, 1988. május 15. –) költő.

## Élete
Édesapja, Fabók Endre, autóvillamossági műszerész. Édesanyja, Fabók Endréné, született Oroszy Edit, pedagógus. Testvérei, Fabók Katalin, pedagógus és Fabók Mariann, színművész. Gyermekkora óta foglalkozik irodalommal, és képzőművészetekkel, több éven át diákja volt a Nádasdy Kálmán Alapfokú Művészeti Iskolának. Érettségit 2008-ban szerzett a Lónyay Utcai Református Gimnáziumban. 
2006 óta publikálja írásait az Accordia Kiadó antológiáiban, több verse jelent meg a Napsziget a művészetekért és a Mester és Tanítvány folyóiratokban. Többszörös Savoyai Jenő díjas költő (2005, 2006, 2007). Eddig három önálló kötettel jelentkezett (2007; 2008; 2011). 2008-ban felvételt nyert az ELTE Természettudományi Karának biológia szakára, az egyetemet nem fejezte be.

## Verseskötetei
- Veled is magam (Accordia Kiadó, 2007)
- Az Olajfák-hegyén (Accordia Kiadó, 2008)
- Bőrkötésben (Accordia Kiadó, 2011)
- Remeterandevú; (Accordia, Bp., 2016)
- Felveszi a  nő (Dv47 Bp. 2021)

## Elismerései
- Klebelsberg Kuno Irodalmi pályázat különdíja (2005)
- Savoyai Jenő Asztaltársaság különdíja (2005)
- Savoyai Jenő díj (2006)
- Savoyai Jenő díj (2007)
- Szent Mihály Művészeti Különdíj (2010)
- Savoyai Jenő Asztaltársaság níylt irodalmi pályázatának III. díja (2012)

## Antológiák
- Fényjelek, szavak (Accordia Antológia, 2006)Szavak csillámló hóesése (Accordia Antológia, 2008)
- Enigmák (Éden Művészeti Hálózat és a Tanítványi Láncolat Irodalmi Műhey, 2013)
- Enigmák 2 (Éden Művészeti Hálózat és a Tanítványi Láncolat Irodalmi Műhey,  2014)
- Fordulj a fény felé (Ars Poetica Vers és Művészeti Klub, 2014)
- Minden idők antológia (Válogatás a tanítványi láncolat irodalmi műhely elmúlt 5 évének szerzői terméséből!, 2014)

## Művészeti körök
- Sz.E.G.L.E.T Irodalmi Társaság alapító tagja (2005-2008)
- A Pesti FiLeMüLe Köré-nek alapító tagja (2009-)
- A Fatimai Szűzanya Magyar Istenes Versek Szavalóverseny egyik szervezője és támogatója (2006-)
- Ars Poetica Versklub (2013-)